# Erownuli Liga (2024)
Erownuli Liga 2024 (znana jako Crystalbet Erovnuli Liga ze względów sponsorskich) była 36. sezonem najwyższej klasy rozgrywkowej w Gruzji w piłce nożnej.
W rozgrywkach brało udział 10 drużyn, które od 1 marca 2024 do 8 grudnia 2024 rozegrały 36 kolejek meczów. Obrońcą tytułu była drużyna Dinamo Batumi. Mistrzostwo po raz drugi w historii zdobyła drużyna Iberia 1999.

## Format rozgrywek
Dziesięć uczestniczących drużyn gra ze sobą czterokrotnie.
Zwycięzca ligi zostaje mistrzem Gruzji i kwalifikuje się do I rundy kwalifikacyjnej Ligi Mistrzów UEFA.
Drużyna, która zajmie drugie, trzecie miejsce i zdobywca Pucharu Gruzji, kwalifikują się do I rundy kwalifikacyjnej Ligi Konferencji Europy UEFA.
W przypadku zdobycia pucharu przez drużynę, która zapewni sobie grę w europejskich pucharach, awans otrzymuje czwarta drużyna rozgrywek.
Do niższej ligi spada bezpośrednio ostatnia drużyna, a ósma i dziewiąta rozegra baraż z drużyną z niższej ligi.

## Drużyny
| Uczestnicy poprzedniej edycji | Uczestnicy poprzedniej edycji | Uczestnicy poprzedniej edycji | Uczestnicy poprzedniej edycji |
| --- | ----------------------------- | ----------------------------- | ----------------------------- |
| DBA | Dinamo Batumi                 | Batumi                        | 1                             |
| DTB | Dinamo Tbilisi                | Tbilisi                       | 2                             |
| TKU | Torpedo Kutaisi               | Kutaisi                       | 3                             |
| DIL | Dila Gori                     | Gori                          | 4                             |
| SCK | Samgurali Ckaltubo            | Ckaltubo                      | 5                             |
| SAB | Saburtalo Tbilisi             | Tbilisi                       | 6                             |
| GTB | FC Gagra                      | Tbilisi                       | 7                             |
| po barażach |                               |                               |                               |
| TEL | SK Telawi                     | Telawi                        | 8                             |
| SAM | SK Samtredia                  | Samtredia                     | 9                             |
| Awans z Erownuli Liga 2 |                               |                               |                               |
| KPO | Kolcheti 1913 Poti            | Poti                          | 1                             |
| Oznaczenia: - kolumna pierwsza – skróty nazw drużyn, - kolumna trzecia – siedziba klubu, - kolumna czwarta – miejsce zajęte w poprzednim sezonie. |                               |                               |                               |

## Tabela
| Lp. | Drużyna            | M  | Z  | R  | P  | B+ | B– | +/– | Pkt | Kwalifikacja lub spadek                        |
| --- | ------------------ | -- | -- | -- | -- | -- | -- | --- | --- | ---------------------------------------------- |
| 1   | Iberia 1999 (M)    | 36 | 23 | 6  | 7  | 74 | 46 | +28 | 75  | Liga Mistrzów UEFA • I runda kwalifikacyjna    |
| 2   | Torpedo Kutaisi    | 36 | 21 | 7  | 8  | 58 | 40 | +18 | 70  | Liga Konferencji UEFA • I runda kwalifikacyjna |
| 3   | Dila Gori          | 36 | 19 | 11 | 6  | 58 | 30 | +28 | 68  | Liga Konferencji UEFA • I runda kwalifikacyjna |
| 4   | Dinamo Batumi      | 36 | 15 | 10 | 11 | 42 | 41 | +1  | 55  |                                                |
| 5   | Samgurali Ckaltubo | 36 | 11 | 11 | 14 | 51 | 49 | +2  | 44  |                                                |
| 6   | Kolcheti-1913 Poti | 36 | 9  | 14 | 13 | 48 | 58 | −10 | 41  |                                                |
| 7   | Dinamo Tbilisi     | 36 | 9  | 12 | 15 | 33 | 44 | −11 | 39  |                                                |
| 8   | Gagra (B, O)       | 36 | 11 | 5  | 20 | 36 | 53 | −17 | 38  | baraż o utrzymanie                             |
| 9   | Telavi (B, O)      | 36 | 8  | 10 | 18 | 32 | 43 | −11 | 34  | baraż o utrzymanie                             |
| 10  | Samtredia (S)      | 36 | 5  | 12 | 19 | 33 | 61 | −28 | 27  | spadek do Erovnuli Liga 2                      |

1. ↑  27 lutego 2024 Saburtalo Tbilisi zmienił nazwę zespołu na Iberia 1999[1].

## Wyniki spotkań
| Gospodarz \ Gość   | DIL | DBT | DTB | GAG | IBE | KOL | SMG | SAM | TEL | TKU | DIL | DBT | DTB | GAG | IBE | KOL | SMG | SAM | TEL | TKU |
| ------------------ | --- | --- | --- | --- | --- | --- | --- | --- | --- | --- | --- | --- | --- | --- | --- | --- | --- | --- | --- | --- |
| Dila Gori          |     | 0–0 | 2–1 | 2–0 | 3–1 | 1–1 | 1–1 | 3–0 | 1–0 | 1–1 |     | 1–2 | 1–0 | 0–0 | 1–3 | 1–2 | 2–1 | 3–2 | 1–1 | 1–1 |
| Dinamo Batumi      | 0–2 |     | 2–0 | 0–1 | 2–3 | 1–0 | 1–0 | 3–1 | 1–1 | 3–2 | 0–2 |     | 1–1 | 3–2 | 0–1 | 0–0 | 0–0 | 1–2 | 1–0 | 1–1 |
| Dinamo Tbilisi     | 2–2 | 1–2 |     | 2–0 | 1–0 | 0–0 | 2–0 | 1–1 | 0–0 | 1–0 | 1–1 | 1–2 |     | 0–1 | 0–2 | 3–2 | 0–1 | 1–1 | 5–1 | 1–2 |
| Gagra              | 0–1 | 1–3 | 0–2 |     | 4–0 | 2–0 | 0–0 | 2–1 | 2–0 | 0–1 | 0–5 | 1–1 | 0–0 |     | 1–2 | 3–1 | 1–3 | 2–1 | 2–0 | 0–3 |
| Iberia 1999        | 1–4 | 3–0 | 1–0 | 3–1 |     | 0–2 | 1–2 | 2–2 | 1–0 | 3–3 | 3–2 | 3–0 | 3–0 | 1–1 |     | 1–1 | 1–1 | 3–1 | 1–1 | 3–0 |
| Kolcheti-1913 Poti | 1–3 | 2–2 | 2–2 | 2–1 | 1–2 |     | 3–3 | 2–0 | 3–1 | 2–5 | 2–2 | 0–1 | 3–0 | 2–1 | 2–6 |     | 1–1 | 0–0 | 0–0 | 3–1 |
| Samgurali Ckaltubo | 0–1 | 0–1 | 3–1 | 2–0 | 2–3 | 1–1 |     | 4–0 | 2–1 | 1–3 | 0–1 | 3–3 | 1–2 | 4–2 | 3–4 | 3–0 |     | 1–0 | 2–2 | 2–1 |
| Samtredia          | 0–0 | 2–2 | 0–0 | 1–3 | 0–3 | 1–1 | 2–0 |     | 1–2 | 0–0 | 0–1 | 0–1 | 1–1 | 2–0 | 0–1 | 1–3 | 2–2 |     | 2–1 | 2–1 |
| Telavi             | 0–1 | 0–1 | 4–0 | 1–0 | 0–3 | 1–1 | 2–1 | 0–0 |     | 0–0 | 1–0 | 2–1 | 0–1 | 0–1 | 1–2 | 3–0 | 0–0 | 5–2 |     | 1–2 |
| Torpedo Kutaisi    | 1–0 | 1–0 | 0–0 | 2–1 | 2–3 | 3–2 | 3–1 | 4–1 | 1–0 |     | 1–5 | 1–0 | 2–0 | 2–0 | 2–1 | 2–0 | 1–0 | 2–1 | 1–0 |     |

## Baraż o Erownuli Liga
Gagra wygrała po karnych dwumecz z Sioni Bolnisi drugim zespołem Erovnuli Liga 2 o miejsce w Erownuli Liga na sezon 2025.
| 12 grudnia 2024 | Sioni Bolnisi        | 1:1   | Gagra                      |                                                                          |
| 10:00           | Tamaz Makatsaria 44' | (1:0) | 83' Cyrille Tchayi Tchamba | Stadion Tamaz Stefania, Bolnisi Widzów: 500 Sędzia: Irakli Kvirikashvili |

| 16 grudnia 2024 | Gagra | 2:2 (pd. k. 7:6)        | Sioni Bolnisi |                                                                           |
| 15:00           | Giorgi Kimadze 52' · Luka Nozadze 104' (sam.) | (0:1, 1:2, 1:2, k. 7:6) | 45+2' Giorgi Rekhviashvili · 94' Gocha Tsirdava | Davit Petriashvili Stadium, Tbilisi Widzów: 500 Sędzia: Giorgi Kruashvili |
| 15:00           | · Beka Gabiskiria · Augusto · Giorgi Kharebashvili · Gia Nadareishvili · Giorgi Lomtadze · Zurab Tchavtchanidze · Giorgi Ubilava · Cyrille Tchamba | Rzuty karne             | · Data Sitchinava · Gocha Tsirdava · Ivane Potskhveria · Giorgi Ugrekhelidze · Ivane Khabelashvili · Giorgi Rekhviashvili · Teimuraz Shonia · Tornike Kapanadze | Davit Petriashvili Stadium, Tbilisi Widzów: 500 Sędzia: Giorgi Kruashvili |

Telavi wygrała 3-2 dwumecz z Rustavi trzecim zespołem Erovnuli Liga 2 o miejsce w Erownuli Liga na sezon 2025.
| 12 grudnia 2024 | Telavi                                          | 2:1   | Rustavi                  |                                                                |
| 15:00           | Dachi Tsnobiladze 45+6' · Dejan Georgijević 60' | (1:0) | 83' (k) Varlam Kilasonia | Caucasus Arena, Telawi Widzów: 700 Sędzia: Goga Kikacheishvili |

| 16 grudnia 2024 | Rustavi         | 1:1 (pd.)       | Telavi             |                                                                   |
| 12:00           | Yuta Nakano 12' | (1:0, 1:0, 1:0) | 116' Tato Zhividze | GFF Technical Centre, Rustawi Widzów: 700 Sędzia: Aleko Aptsiauri |

## Najlepsi strzelcy
| Bramki | Zawodnik             | Klub                               |
| ------ | -------------------- | ---------------------------------- |
| 23     | Bjørn Maars Johnsen  | Torpedo Kutaisi                    |
| 19     | Tayrell Wouter       | Dila Gori                          |
| 16     | Giorgi Kokhreidze    | Iberia 1999                        |
| 14     | Cheikne Sylla        | Iberia 1999                        |
| 11     | Giorgi Kharebashvili | Gagra                              |
| 11     | Luka Khorkheli       | Samgurali Ckaltubo                 |
| 11     | Lewan Kutalia        | Dinamo Batumi / Samgurali Ckaltubo |
| 10     | Giorgi Abuashvili    | Kolcheti-1913 Poti                 |
| 10     | Kiriłł Klimow        | Kolcheti-1913 Poti                 |
| 9      | Shota Shekiladze     | Dila Gori                          |
| 8      | Shota Nonikashvili   | Iberia 1999                        |

Źródło: .

## Stadiony
| Dila Gori               |
| ----------------------- |
| im. Tengiza Burdżanadze |
| Pojemność: 8230         |
|                         |

| Dinamo Batumi     |
| ----------------- |
| Stadion Batumi    |
| Pojemność: 20 000 |
|                   |

| Dinamo Tbilisi       |
| -------------------- |
| im. Borysa Paiczadze |
| Pojemność: 54 549    |
|                      |

| FC Gagra                |
| ----------------------- |
| Ilia Kokaias Sakhelobis |
| Pojemność: 500          |
|                         |

| Kolcheti-1913 Poti |
| ------------------ |
| Stadion Fazisi     |
| Pojemność: 6000    |
|                    |

| Saburtalo Tbilisi      |
| ---------------------- |
| im. Micheila Meschiego |
| Pojemność: 27 223      |
|                        |

| Samgurali Ckaltubo   |
| -------------------- |
| im. Dawita Abaszidze |
| Pojemność: 4558      |
|                      |

| Samtredia             |
| --------------------- |
| im. Erosi Manjgaladze |
| Pojemność: 3000       |
|                       |

| SK Telawi               |
| ----------------------- |
| im. Giwiego Czocheliego |
| Pojemność: 12 000       |
|                         |

| Torpedo Kutaisi     |
| ------------------- |
| im. Ramaza Szengeli |
| Pojemność: 19 400   |
|                     |

Źródło: .